# Fernando Nieto Cadena
Fernando Nieto Cadena (Quito, 29 de marzo de 1947 - Villahermosa, marzo de 2017) fue un poeta ecuatoriano. Su obra se caracteriza por la incorporación de motivos populares, entre los que se cuentan la música salsa, el béisbol y varias frases del argot guayaquileño.

## Biografía
Realizó sus estudios en letras y psicología en la Pontificia Universidad Católica del Ecuador. Posteriormente trabajó como profesor de literatura y eventualmente como decano en la Universidad Técnica de Babahoyo.
En la década de 1970 ayudó a formar en Guayaquil el grupo literario Sicoseo, tomando como referente los talleres que dictaba Miguel Donoso Pareja en México. La agrupación contó entre sus integrantes a Fernando Artieda, Jorge Velasco Mackenzie, Jorge Martillo y a Raúl Vallejo. La propuesta estética del grupo, en palabras de Vallejo, consistía en iniciar un proceso de "desacralización" de la literatura por medio de la adopción de dialectos e intereses populares (como el fútbol o los pasillos) como formas expresivas para retratar la realidad de los sectores rechazados y oprimidos.
En 1978 se radicó en México, de donde sólo regresó a Ecuador en dos ocasiones. Durante su tiempo en México fue coordinador de talleres literarios, además de trabajar como profesor del Centro de Estudios de las Bellas Artes.
En 1989 ganó el Premio Jorge Carrera Andrade, entregado por el municipio de Quito al mejor libro de poesía del año, por el poemario Los des(en)tierros del caminante.
Falleció a principios de marzo de 2017 en su domicilio, en Villahermosa. Debido a que vivía solo y no contaba con familiares en la ciudad, su cuerpo fue encontrado días después de su deceso. La embajada de Ecuador en México realizó un homenaje póstumo en su honor, que contó con la participación de varias personalidades del ámbito cultural de Villahermosa.

## Obras

### Poesía
Entre sus poemarios más importantes destacan:
- Tanteos de ciego al mediodía (1971)
- A la muerte a la muerte (1973)
- De buenas a primeras (1976)
- Prólogo para la introducción de una imposible elegía a un gatoglobo por más señas (1977)
- Somos asunto de muchísimas personas (1985)
- Los des(en)tierros del caminante (1989)
- Duro con ella (1996)

### Cuentos
- Si quieres los vuelvo a escribir (1971)[1]